# Everlast

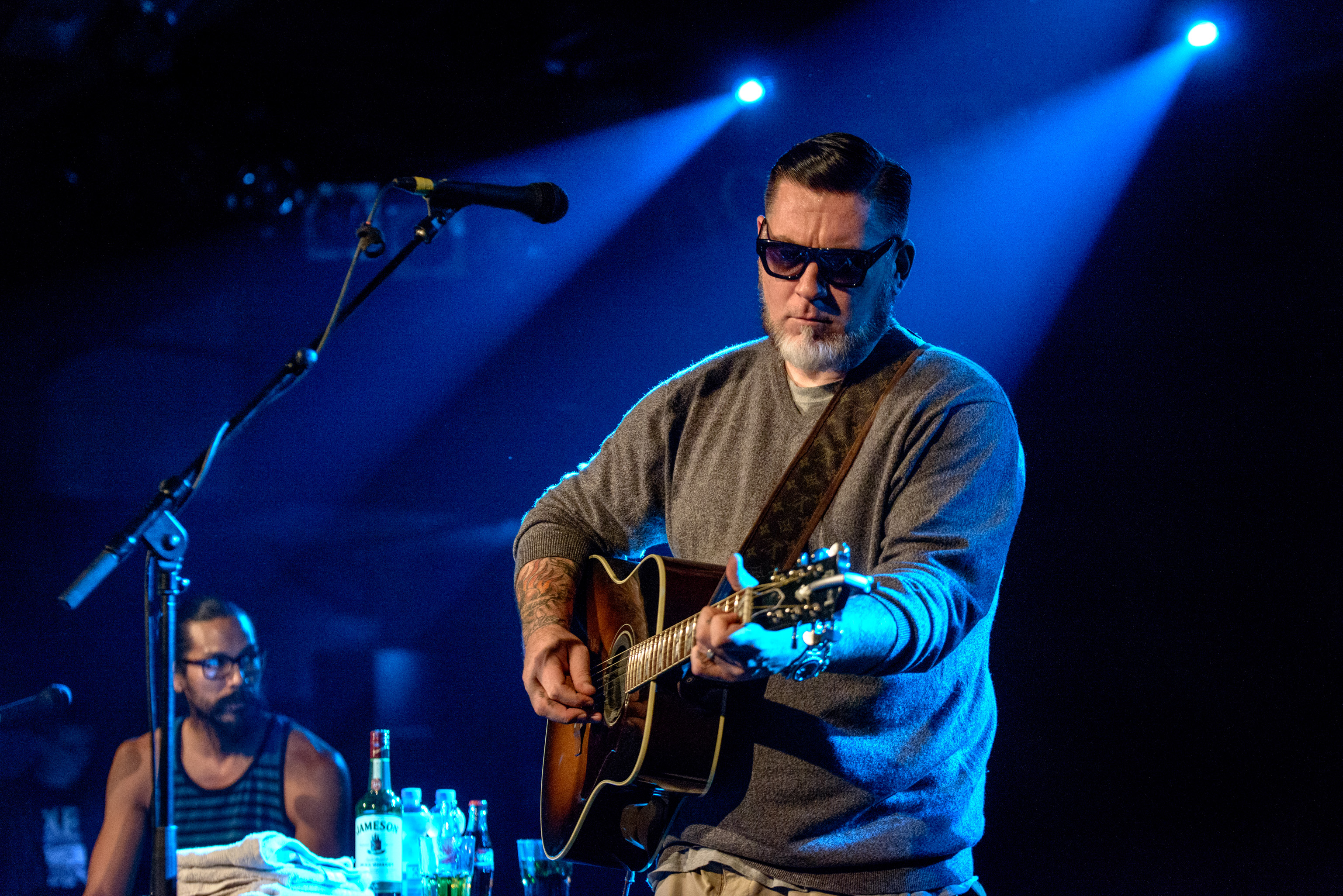
Everlast (2015)

Everlast (született Erik Schrody, Long Island, New York, 1969. augusztus 18. –) ír-amerikai rapper, énekes és dalszövegíró. Zenéjének jellegzetessége a rap ötvözése az akusztikus rockzenével.
Everlast első szóló próbálkozása, a „Forever Everlasting” sikertelen volt, majd két barátjával megalapította a House of Pain nevű rap csapatot, ami 1996-ban felbomlott. Ezután újra szóló karriert kezdett és kiadott három albumot, melyeken keveredik a country, a blues, a rock, és természetesen a rap. Nemrég a többi House of Pain taggal együtt egy új rap csoporthoz, a La Coka Nostra-hoz csatlakozott.

## Vallása
A House of Pain után két kemény év jött el Erik életében. Kapcsolat- és anyagi problémák nyomasztották 28 évesen, Ev 1996-ban tért át az Iszlám vallásra, amiben új erőre lelt. Ezekben az érzelmileg nehéz pillanatokban dolgozott második szóló albumán, a „Whitey Ford Sings The Blues”-on. Az album megmentette a karrierjét. A lemez készítésének utolsó napjaiban egy izom megszakadt a szívében és sürgősen kórházba szállították, ahol sikeresen megműtötték. „Durva volt” – magyarázta – „Egyik percben még a házamban és négy nappal később a kórházban ébredtem.” Everlast elmélkedése a halálközeliségről végig fellelhető az albumon Például a „Death Comes Callin'” amelynek mondanivalója, hogy vigyázz mit mondasz és mit csinálsz, mert sosem tudhatod a halál mikor kopogtat az ajtódon.

## Kiadványok

### Albumok
Love, War and the Ghost of Whitey Ford (2008)

White Trash Beautiful (2004)

Eat At Whitey's (2000)

Whitey Ford Sings The Blues (1998)

Forever Everlasting (1990)

### EP-k
Today (1999)

### Maxik
Broken (2004)

White Trash Beautiful (2004)

I Can't Move (2001)

Deadly Assassins (2001)

Black Jesus (2000)

Painkillers (1999)

Ends (1999)

What It's Like (1999)

### DVD-k
Live In Concert At The Playboy Mansion (2004)

### Betétdalok
Gravesend (1997) – „Gravesend (Lake Of Fire)” with Lordz of Brooklyn; „Some Nights (Are Better Than Others)”

 End of Days – Ítéletnap(1999) – „So Long”

 Big Daddy – Apafej (1999) – „Only Love Can Break Your Heart”

 Black & White (2000) – „Life's A Bitch”

 King Of The Jungle (2000) --„Love For Real (Remix)” feat. N'Dea Davenport

 Ali (2001) – „The Greatest”

 Formula 51 (2001) – Run DMC feat. Everlast „Take The Money And Run”

 Veronica Mars (sorozat) (2004) – „Put Your Lights On”

 Little Manhattan – Manhattan kicsiben (2005) – „Lonely Road”

 Saving Grace (sorozat) (2007) – „Saving Grace”